# Соколански дом (Куманово)
Соколанският дом или Соколаната (на македонска литературна норма: Соколански Дом, Соколана) е обществена сграда в Куманово, Република Македония. Сградата е известен културен и архитектурен обект.

## Местоположение
Сградата е разположена в южната част на града, между улиците „Народна революция“ и „Божко Буха“, южно от Соколанския парк.

## Архитектура
Обектът е граден дълго време през 20-те години на XX век. Главният проект на архитект Момир Горунович от Белград, а покривната конструкция е на Владимир Антонов. Официално е предадена в употреба на Соколското дружество в града на 6 септември 1931 година. Днес продължава да се използва като спортна зала.